# Eifelsteig

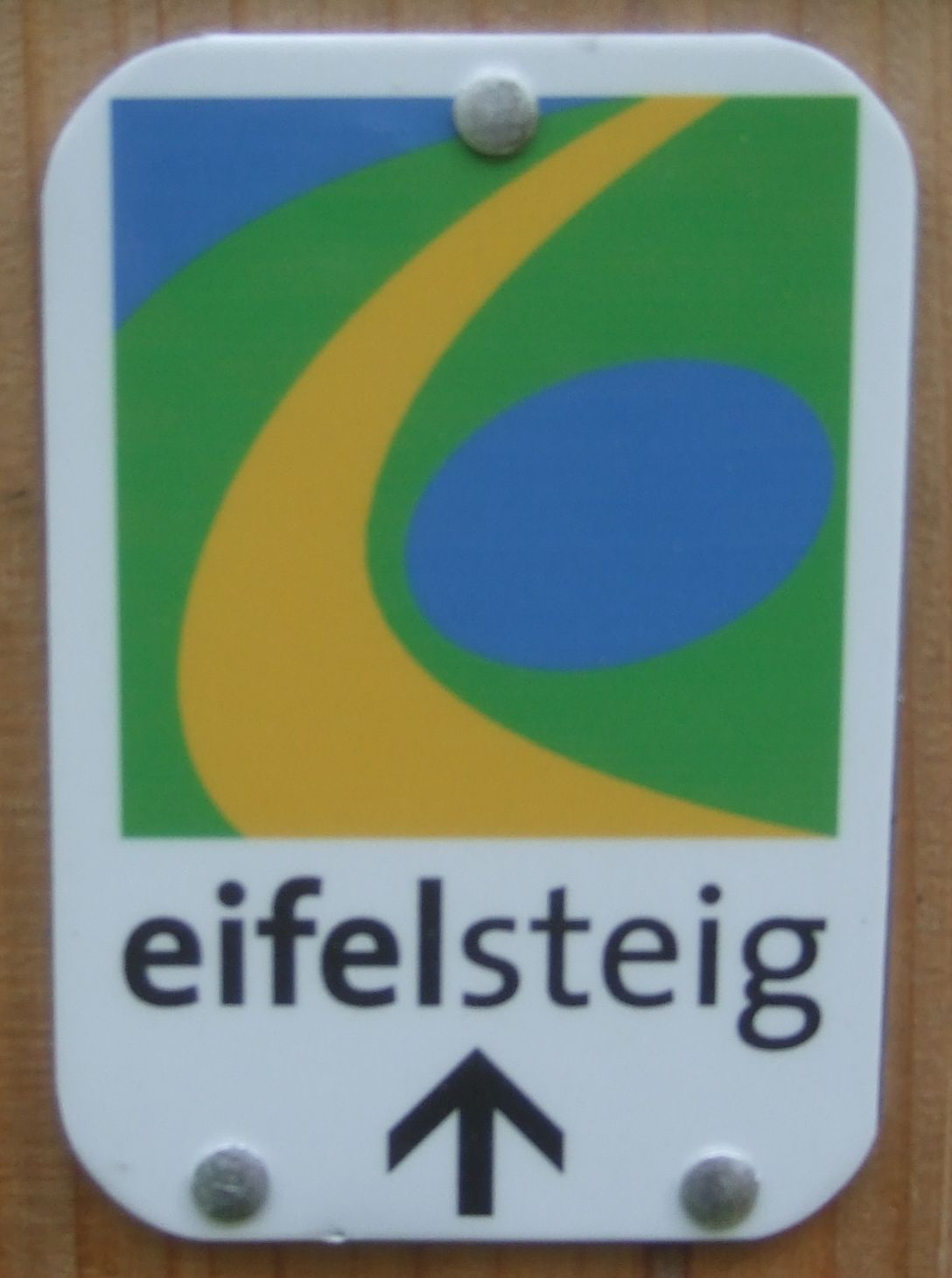
Eifelsteig

De Eifelsteig is een Duitse langeafstandswandelroute door de Eifel. De bewegwijzerde route van 313 kilometer werd in 2009 gecreëerd. Ze loopt in 15 etappes van Kornelimünster naar Trier. De wandelroute loopt onder andere door Nationaal Park Eifel, de Vulkaan-Eifel en de Südeifel.